# Saturniidae
Saturniidae (scris și saturnide) sunt unele dintre cele mai mari molii și alcătuiesc o familie ce aparține ordinului lepidopterelor. Sunt descrise aproximativ 2 300 de specii răspândire pe tot globul. 
Caracteristicile adulților sunt mărimea, volumul mare al corpului care pare a fi acoperit cu păr, aripi separate și capete mici.

## Taxonomie
- Subfamilia Oxyteninae (3 genuri, 35 specii)
  - Oxytenis
- Subfamilia Cercophaninae (4 genuri, 10 specii)
- Subfamilia Arsenurinae (10 genuri, 60 specii, Neotropice)
  - Paradaemonia Bouvier, 1925

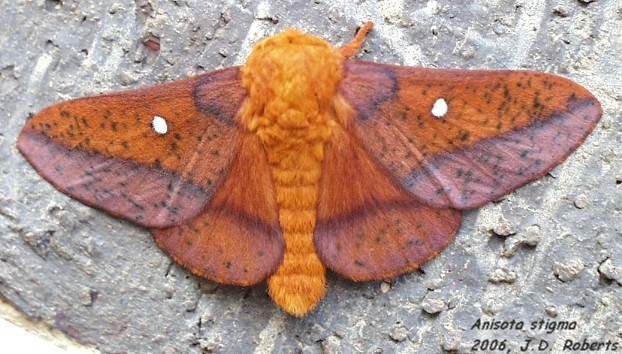
Anisota stigma (Ceratocampinae)

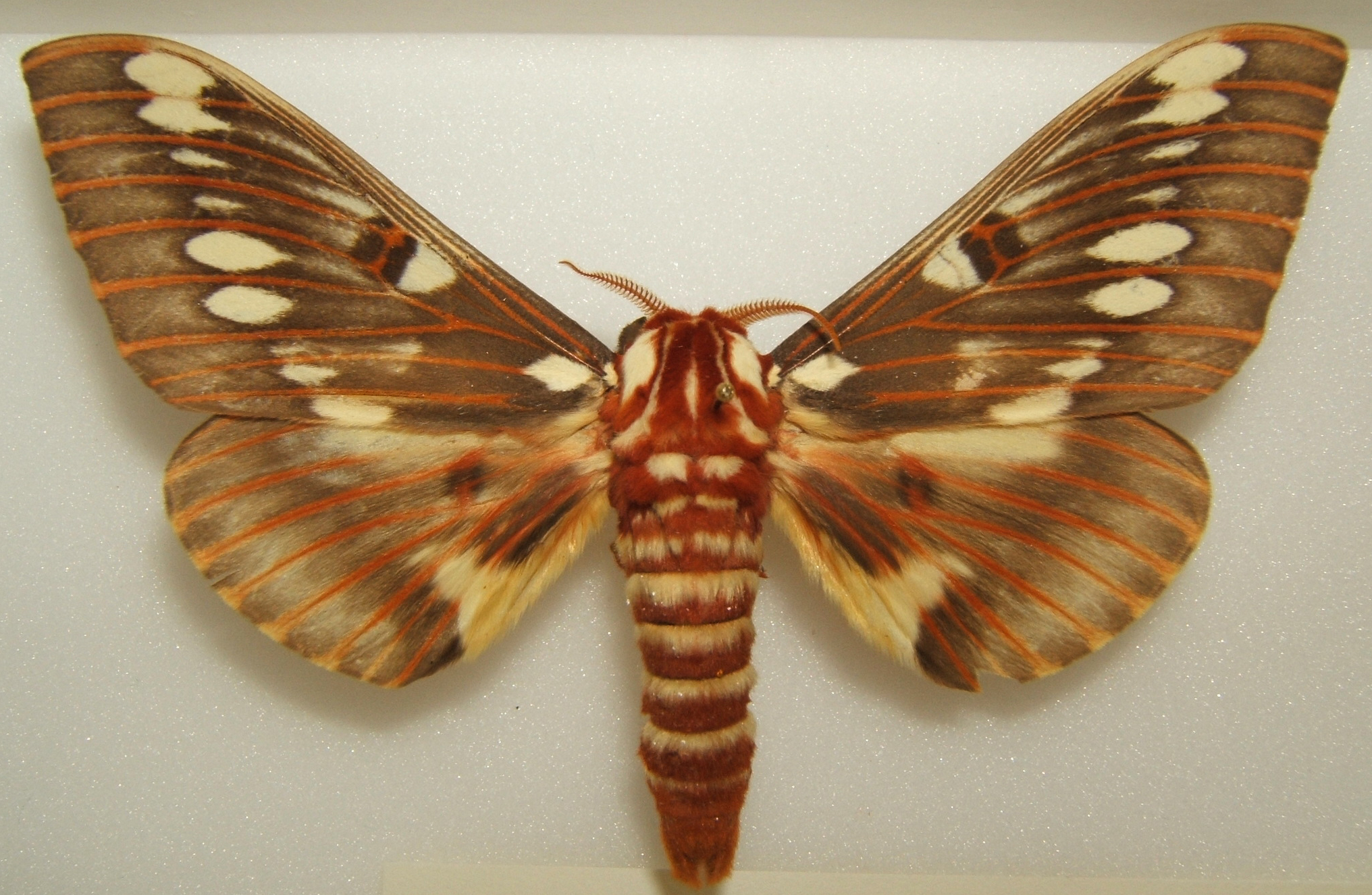
Mascul Citheronia splendens (Ceratocampinae)

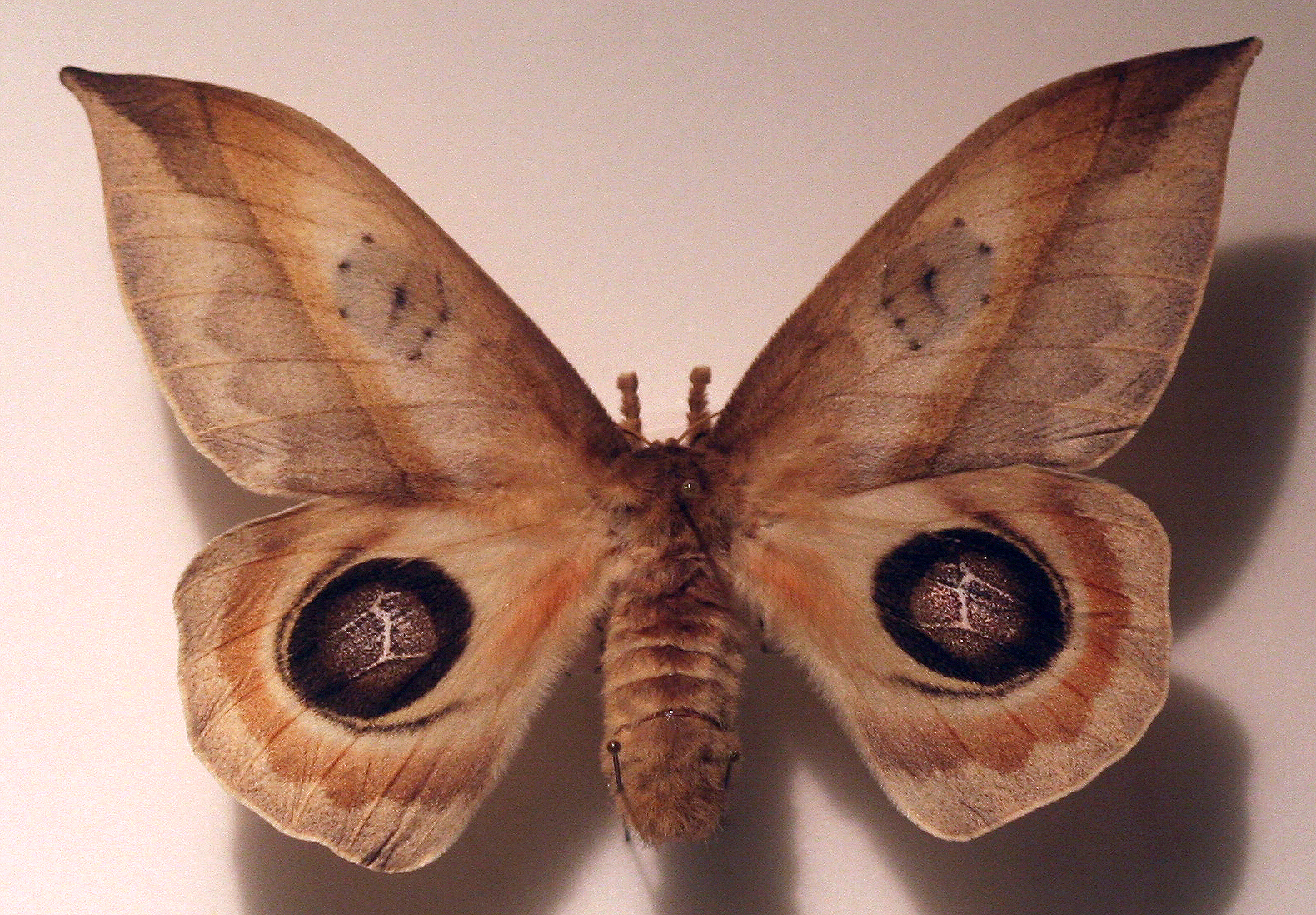
Automeris metzli (Hemileucinae)

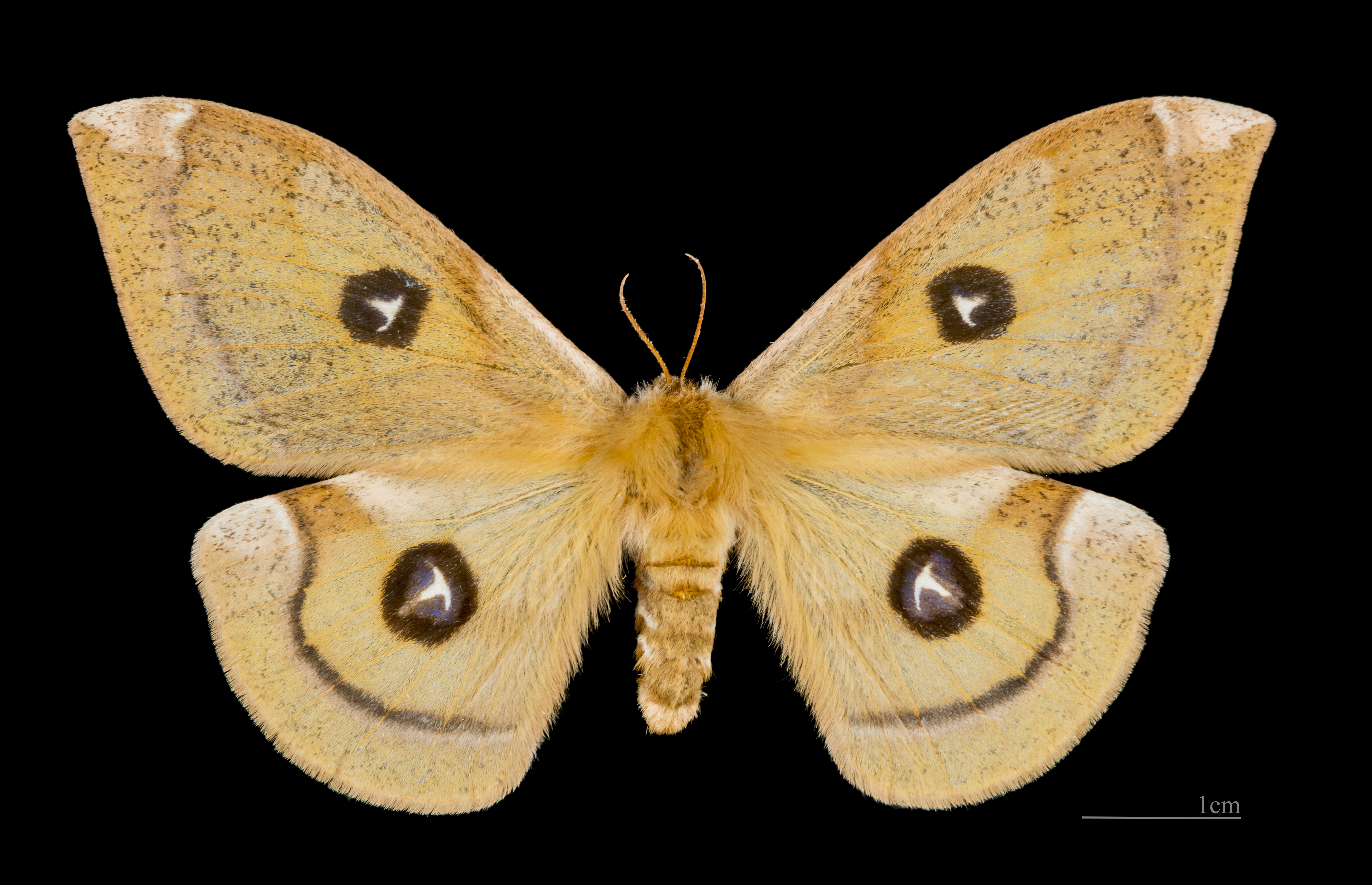
Femelă de Aglia tau, (Agliinae)

- Subfamilia Ceratocampinae (27 genuri, 170 specii, Americi)
  - Adeloneivaia
  - Anisota
    - Anisota stigma
    - Anisota senatoria

  - Citheronia
    - Citheronia azteca
    - Citheronia lobesis
    - Citheronia regalis – Molia regală
    - Citheronia sepulcralis

  - Dryocampa
    - Dryocampa rubicunda

  - Eacles
    - Eacles imperialis – Molia imperială
    - Eacles masoni

  - Syssphinx
- Subfamilia Hemileucinae (51 genuri, 630 specii, Americi)
  - Automeris
    - Automeris io – Molia Io
    - Automeris larra
    - Automeris metzli
    - Automeris zozine

  - Coloradia
  - Hemileuca
    - Hemileuca nevadensis
    - Hemileuca maia

  - Lonomia
  - Ormiscodes
- Subfamilia Agliinae (1 gen, 3 specii)
  - Aglia
    - Aglia tau – Molia împărat Tau
- Subfamilia Ludiinae (disputat) (8 genuri, Africa)
- Subfamilia Salassinae (1 gen, 12 specii, Tropice)
  - Salassa
- Subfamilia Saturniinae (59 genuri, 480 specii, regiunile tropicale și temperate)
  - Attacus
    - Attacus atlas – Molia Atlas
    - Attacus dohertyi

  - Hyalophora
    - Hyalophora euryalus
    - Hyalophora cecropia

  - Antheraea
    - Antheraea polyphemus
    - Antheraea yamamai

  - Saturnia
    - Saturnia pyri

### Genuri
Lista genurilor conform Catalogue of Life:
- Actias
- Adelocephala
- Adeloneivaia
- Adelowalkeria
- Adetomeris
- Agapema
- Aglia
- Almeidaia
- Almeidella
- Ancistrota
- Anisota
- Antheraea
- Antherina
- Antistathmoptera
- Archaeoattacus
- Argema
- Arsenura
- Asthenia
- Athletes
- Attacus
- Aurivillius
- Automerella
- Automerina
- Automeris
- Automeropsis
- Bunaea
- Bunaeopsis
- Caio
- Caligula
- Callodirphia
- Callosamia
- Calosaturnia
- Carnegia
- Catacantha
- Catharisa
- Ceranchia
- Ceratesa
- Cercophana
- Cerodirphia
- Ceropoda
- Chrysodesmia
- Cicia
- Cinabra
- Cinommata
- Cirina
- Citheronia
- Citheronula
- Coloradia
- Copaxa
- Copiopteryx
- Coscinocera
- Cricula
- Dacunju
- Decachorda
- Dirphia
- Dryocampa
- Dysdaemonia
- Eacles
- Eochroa
- Eosia
- Epiphora
- Eriogyna
- Erythromeris
- Eubergia
- Eubergioides
- Eudaemonia
- Eupackardia
- Gamelia
- Gamelioides
- Giacomellia
- Gonimbrasia
- Goodia
- Graellsia
- Grammopelta
- Gynanisa
- Hemileuca
- Heniocha
- Hirpida
- Hyalophora
- Hylesia
- Hylesiopsis
- Hyperchiria
- Hyperchirioides
- Hypermerina
- Imbrasia
- Janiodes
- Lemaireia
- Leucanella
- Leucopteryx
- Lobobunaea
- Loepa
- Loepantheraea
- Lonomia
- Loxolomia
- Ludia
- Megaceresa
- Melanocera
- Meroleuca
- Micragone
- Microdulia
- Molippa
- Neocercophana
- Neodiphthera
- Neorcarnegia
- Neoris
- Opodiphthera
- Ormiscodes
- Orthogonioptilum
- Paradaemonia
- Parancistrota
- Pararhodia
- Parusta
- Periga
- Perisomena
- Polythysana
- Procitheronia
- Prohylesia
- Protogynanisa
- Pselaphelia
- Pseudantheraea
- Pseudaphelia
- Pseudautomeris
- Pseudimbrasia
- Pseudobunaea
- Pseudoludia
- Psigida
- Psilopygida
- Psilopygoides
- Ptiloscola
- Rachesa
- Rhescyntis
- Rhodinia
- Rohaniella
- Rothschildia
- Salassa
- Samia
- Saturnia
- Schausiella
- Scolesa
- Sinobirma
- Sphingicampa
- Syntherata
- Syssphinx
- Tagoropsis
- Titaea
- Travassosula
- Ubaena
- Urota
- Usta
- Vegetia